# Югоизточна Словения
Югоизточна Словения е един от 12-те региона на Словения. Населението му е 142 819 жители (по приблизителна оценка от януари 2018 г.), а площта 2675 кв. км. Най-големият град в региона е Ново место. Икономиката се поделя на: 41,5% услуги, 50,7% промишленост и 7,5% земеделие.